# Арньи (Арденны)
Арньи́ (фр. Hargnies) — коммуна во Франции, находится в регионе Шампань — Арденны. Департамент — Арденны. Входит в состав кантона Фюме. Округ коммуны — Шарлевиль-Мезьер.
Код INSEE коммуны — 08214.
Коммуна расположена приблизительно в 220 км к северо-востоку от Парижа, в 125 км севернее Шалон-ан-Шампани, в 29 км к северу от Шарлевиль-Мезьера.

## Население
Население коммуны на 2008 год составляло 492 человека.
| 1962 | 1968 | 1975 | 1982 | 1990 | 1999 | 2008 |
| ---- | ---- | ---- | ---- | ---- | ---- | ---- |
| 569  | 623  | 573  | 561  | 511  | 514  | 492  |

## Экономика
В 2007 году среди 322 человек в трудоспособном возрасте (15—64 лет) 233 были экономически активными, 89 — неактивными (показатель активности — 72,4 %, в 1999 году было 67,2 %). Из 233 активных работали 186 человек (117 мужчин и 69 женщин), безработных было 47 (22 мужчины и 25 женщин). Среди 89 неактивных 20 человек были учениками или студентами, 26 — пенсионерами, 43 были неактивными по другим причинам.

## Достопримечательности
- Приходская церковь Сен-Ламбер (XIX век)
- Часовня Сен-Рош

## Фотогалерея

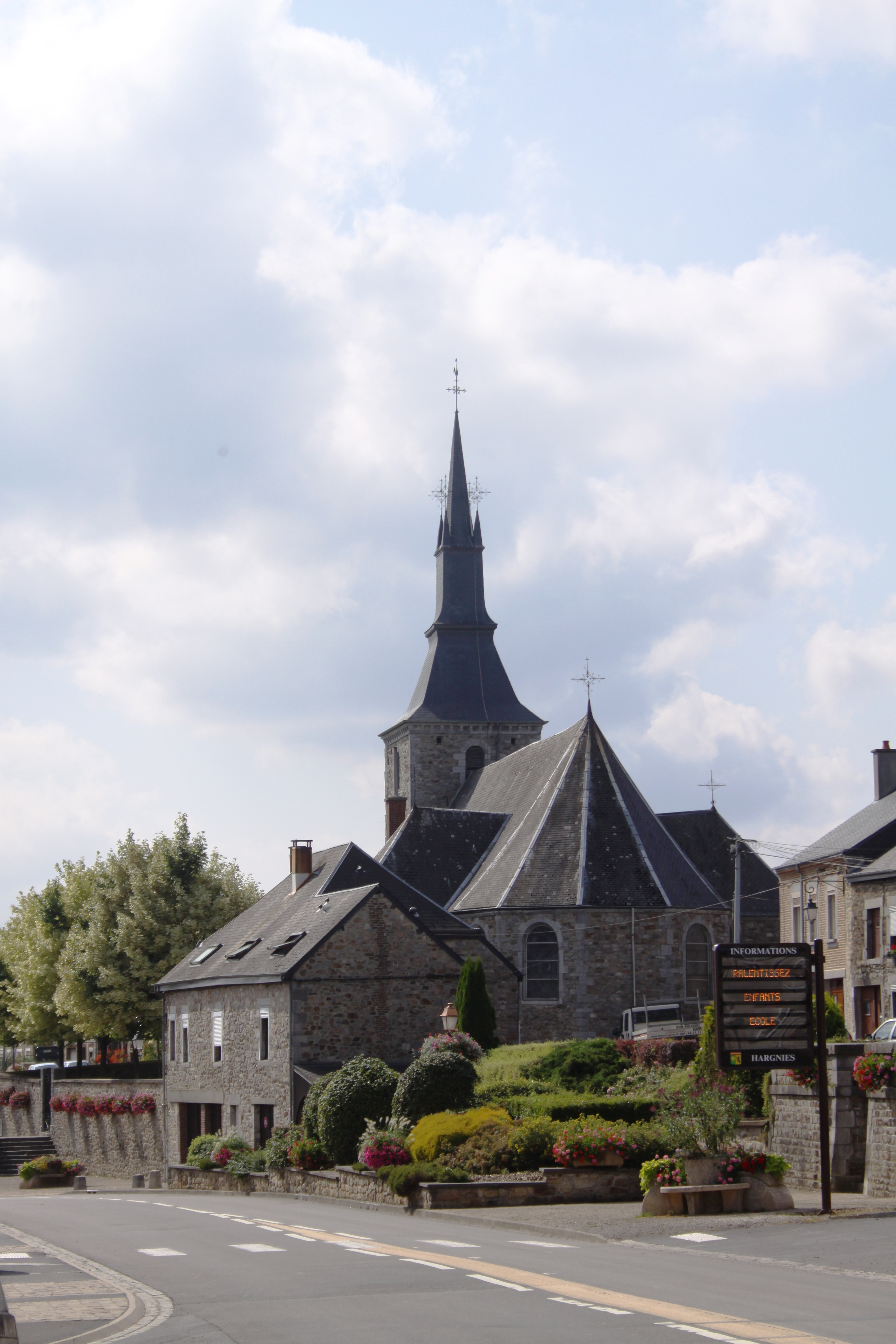
Церковь Сен-Ламбер
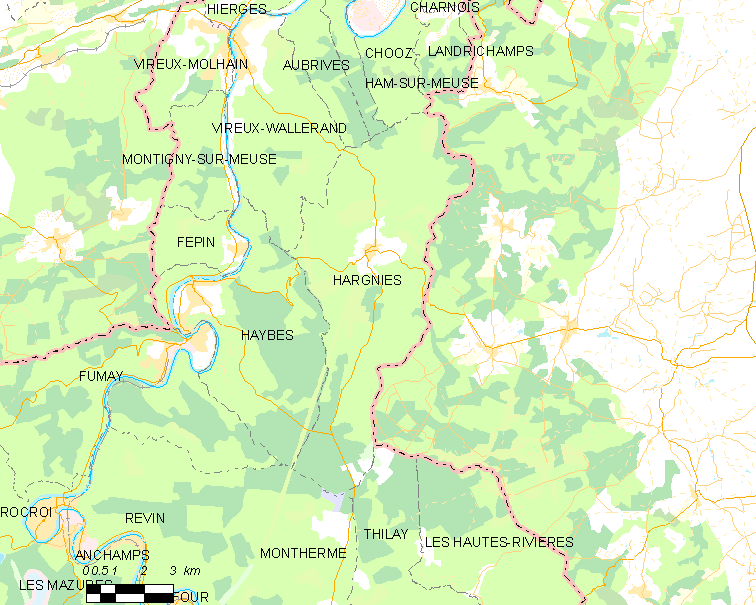
Карта коммуны